# Letecký útok na Plzeň 26. dubna 1942
Letecký útok na Plzeň 26. dubna 1942 neboli Operace Canonbury byla společná operace britského Královského letectva (RAF) a československého odboje na jaře 1942, v průběhu druhé světové války. Při nočním náletu bombardérů RAF na západočeské město Plzeň měly být především poškozeny Škodovy závody. Šlo o několikátý pokus o bombardování významné zbrojovky, ale o první útok s dopadem bomb v Plzni.

## Pozadí
Plzeňské Škodovy závody, od začátku okupace součást koncernu strojíren Reichswerke Hermann Göring, byly pro nacistické Německo velmi důležité, neboť byly jednou z největších zbrojních továren v Evropě. Plzeňská zbrojovka pomáhala vést agresivní a expanzivní politiku Německa dodávkami kvalitního a moderního válečného arzenálu. Škodovka svůj význam neztratila do posledních válečných dnů roku 1945. Právě z těchto důvodů se plzeňská Škodovka stala cílem číslo jedna britských a následně také amerických vzdušných útoků, neboť zničení Škodových závodů mělo výrazně omezit německé možnosti pokračovat ve válce.

### Předchozí útoky
V letech 1940 a 1941 se RAF několikrát pokusilo o nálet na Plzeň.:5 Tyto snahy však byly velmi sporadické, jelikož v této době byla Plzeň na samé hranici doletu britských bombardérů, tedy přibližně 1200 kilometrů. Velká Británie v té době disponovala pouze dvoumotorovým bombardérem Armstrong Whitworth Whitley a od roku 1941 čtyřmotorovým bombardérem Short Stirling, které jediné byly schopné doletět nad území protektorátu a zpět bez mezipřistání.:5 Slabinou v úspěšnosti prvních náletů bylo jejich plánování pro menší počty letadel, což pro Škodovku neznamenalo žádnou výraznější hrozbu. Letecké nálety také komplikovala také plzeňská protivzdušná obrana, kterou zajišťovala Flak-Untergruppe Pilsen západní Čechy, jejíž částí byly i FlaKy 88. Součástí této obrany byla také jednotka Wehrmachtu obsluhující světlomety umístěné v areálu bývalého fotbalové hřiště TJ Sokol Radčice.:5–7
Kvůli britským letcům se sirény v Plzni poprvé rozezněly při útoku v noci z 20. na 21. října 1940, pro nepřesnou navigaci letadel na zbrojovku šlo jen o nižší stupeň poplachu upozorňující na „letecké nebezpečí“.:23 Nálet nebyl úspěšný, letka nenašla cíl a bomby shodila na příležitostné cíle v Německu.:23 Poplach varující před náletem se znovu rozezněl v noci z 27. na 28. října 1940, pro nenalezení cíle byly pumy shozené na  příležitostné cíle v Německu a na jiný, dosud neznámý cíl, zatímco Škodovy závody zůstaly tímto útokem nedotčeny. Třetí pokus o bombardování Škodovky se měl uskutečnit v noci z 19. na 20. listopadu 1940, pumy byly znovu shozeny mimo cíl, ačkoli se v hlášení 5. bombardovací skupiny oznamovalo přesné zasažení cíle. Další pokus o útok Spojenců proběhl v v noci z 28. na 29. října roku 1941, bombardéry znovu nedoletěly na místo určení a svůj náklad odhodily při zpáteční cestě nad německým územím.:5-9 Britské bombardéry se oficiálně dostaly nad západočeskou metropoli až v dubnu roku 1942.

## Příprava

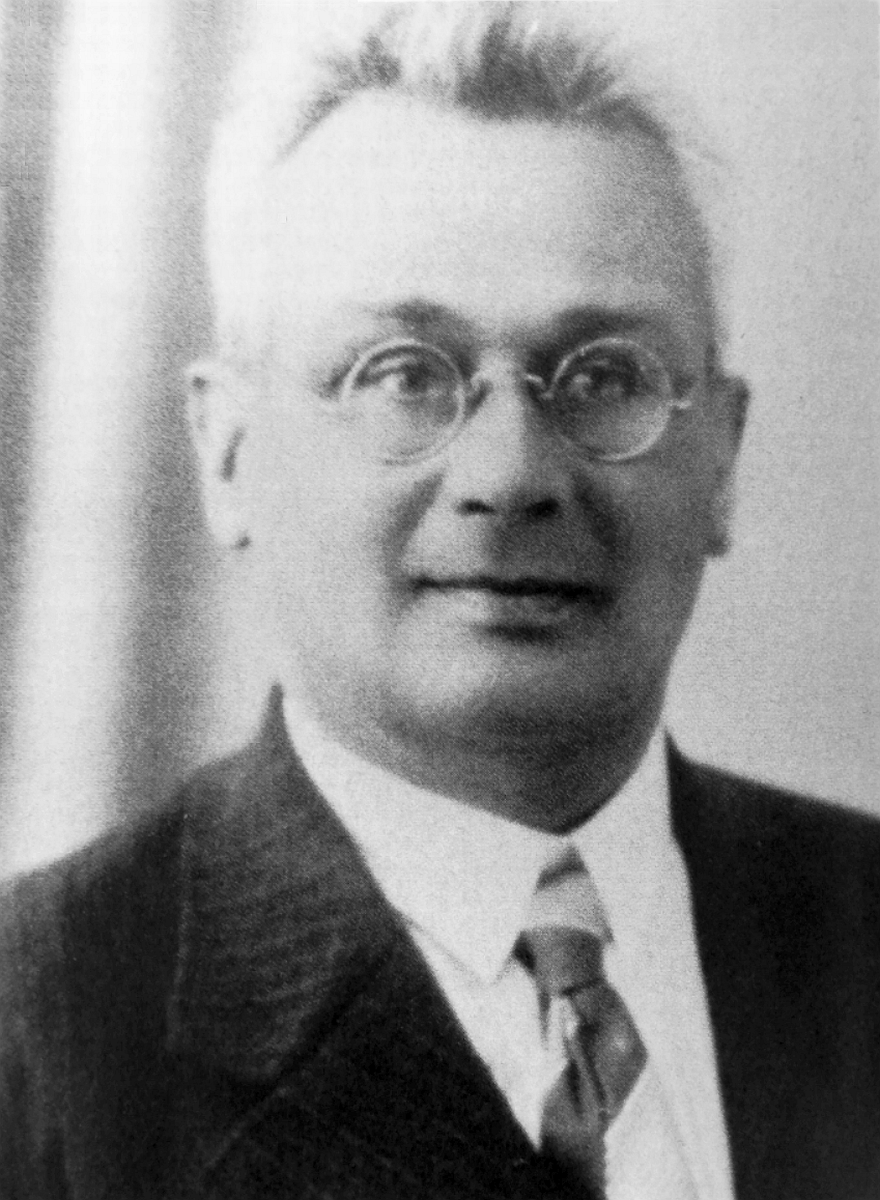
Čeněk Šillinger, majitel pivovaru v Cerhovicích

Realizaci významné akce ve spolupráci s domácím odbojem si přál Edvard Beneš, vůdčí představitel československého zahraničního odboje, pro prosazování svých záměrů v Londýně. Při úspěchu akce předpokládal velký ohlas ve světě a zároveň by se pro lidi v protektorátu jednalo o demonstraci schopnosti zasahovat i daleko od Velké Británie. Na plánování akce Canonbury se vedle RAF podíleli českoslovenští zpravodajci z II. oddělení londýnského Ministerstva národní obrany, českoslovenští parašutisté, československý odboj a Special Operations Executive, britské oddělení MI6 pro zvláštní operace.
Hlavním cílem náletu bylo vyřazení plzeňské Škodovky, dalším cílem bylo seřaďovací nádraží. Čas útoku krátce po půlnoci ze soboty na neděli byl zvolen záměrně pro ušetření životů českých dělníků, protože se nepředpokládala jejich hojná přítomnost v továrně. Plánována byla též sabotáž ze strany škodováckých dělníků, kteří měli zničit nejdůležitější zařízení závodu. Členové ilegální odbojové skupiny „Vašek-Čeněk“ vedené Václavem Honomichlem, zaměstnancem Škodovky, a Čeňkem Šillingerem, majitelem pivovaru v Cerhovicích na Berounsku, měly být před náletem vyřazeny poplašné sirény a varováni zaměstnanci Škodovky. Domácí odbojové skupiny shromažďovaly informace potřebné pro očekávaný nálet na Škodovku dlouho před příchodem výsadkářů do Plzně. Připraveny byly podrobné plány továrny a vyznačeny byly též pozice protivzdušné obrany.

## Zapojení parašutistů
Do této letecké akce byli zapojeni českoslovenští parašutisté ze skupin Out Distance, Anthropoid a Silver A. Parašutisté ze skupiny Silver A, nadporučík Alfréd Bartoš a radista Jiří Potůček, kteří udržovali vysílačkou Libuše kontakt s Londýnem, přijali 14. dubna telegram o připravovaném bombardování plzeňské Škodovky do konce dubna. Parašutisté byli požádáni o pomoc s navigací letounů na cíl nad zatemněným městem, protože přesnost byla velkým problémem dálkových nočních náletů na střední Evropu, měli použít radiomaják. Navrženy byly také signalizační ohně v blízkosti továrny při příletu letadel. O realizaci se mohla postarat druhá skupina či civilní organizace, parašutisté měli Londýnu sdělit možnosti provedení i dobu potřebnou na přípravu.
Čtveřice parašutistů, Jan Kubiš, Jozef Gabčík, Adolf Opálka a Josef Valčík, se do Plzně přesunula 17. dubna, o několik dní později, 23. dubna, se k nim připojil Karel Čurda. Plánování akce probíhalo v bytu Václava a Pavly Králových v ulici Pod Záhorskem 1/22, výsadkáři byli ubytovaní u Králových, u Vojtěcha a Marie Kučerových v Resslově 4, u Jana a Antonie Bejblových v Čechově 34 a u Aloisie Hrdličkové na Klatovské 78. Na Klatovské 78 bydleli před válkou také manželé František a Karolína Královi, kteří fungovali jako kurýři mezi Prahou a Plzní, všestranně akci Canonbury podporovali a zprostředkovali kontakt na A. Hrdličkovou. Aby se parašutisté, z nichž byli někteří v Plzni poprvé, dokázali ve městě dobře orientovat, doprovázely je Věra Kučerová, Marie Žilanová, Helena Králová a další mladí lidé po Plzni. Ve společnosti dívek nebyli výsadkáři nápadní.

Parašutisté působící v Plzni
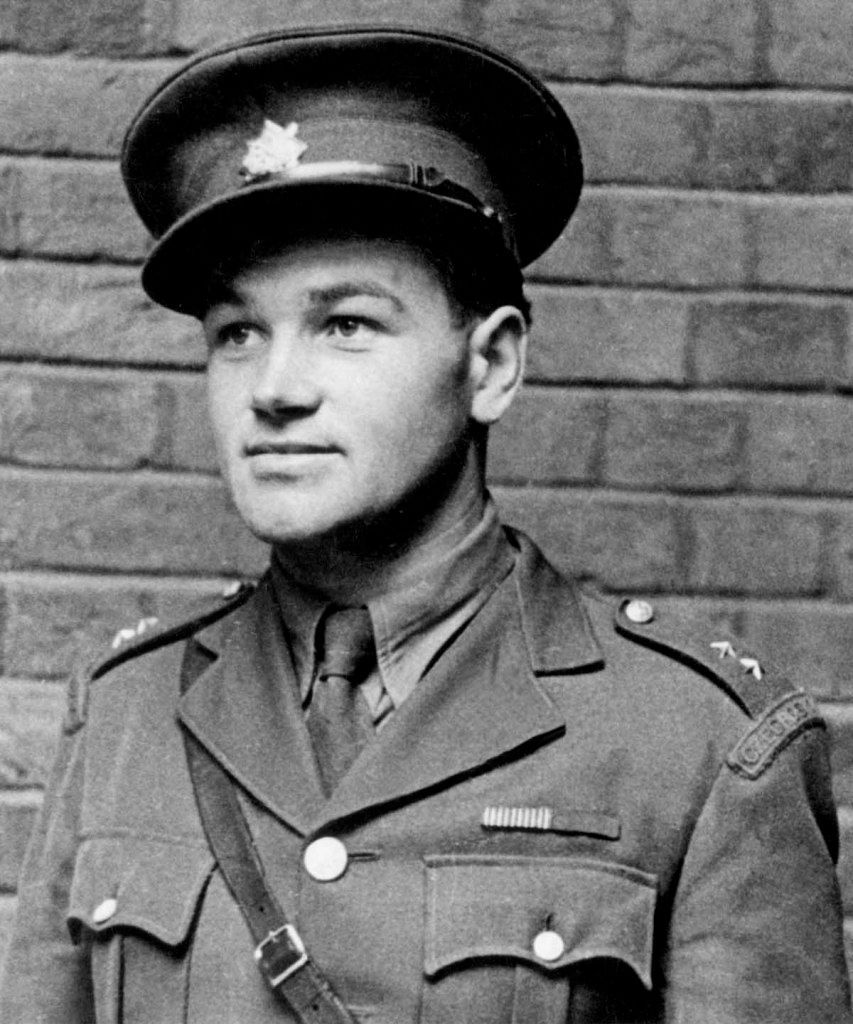
Jan Kubiš
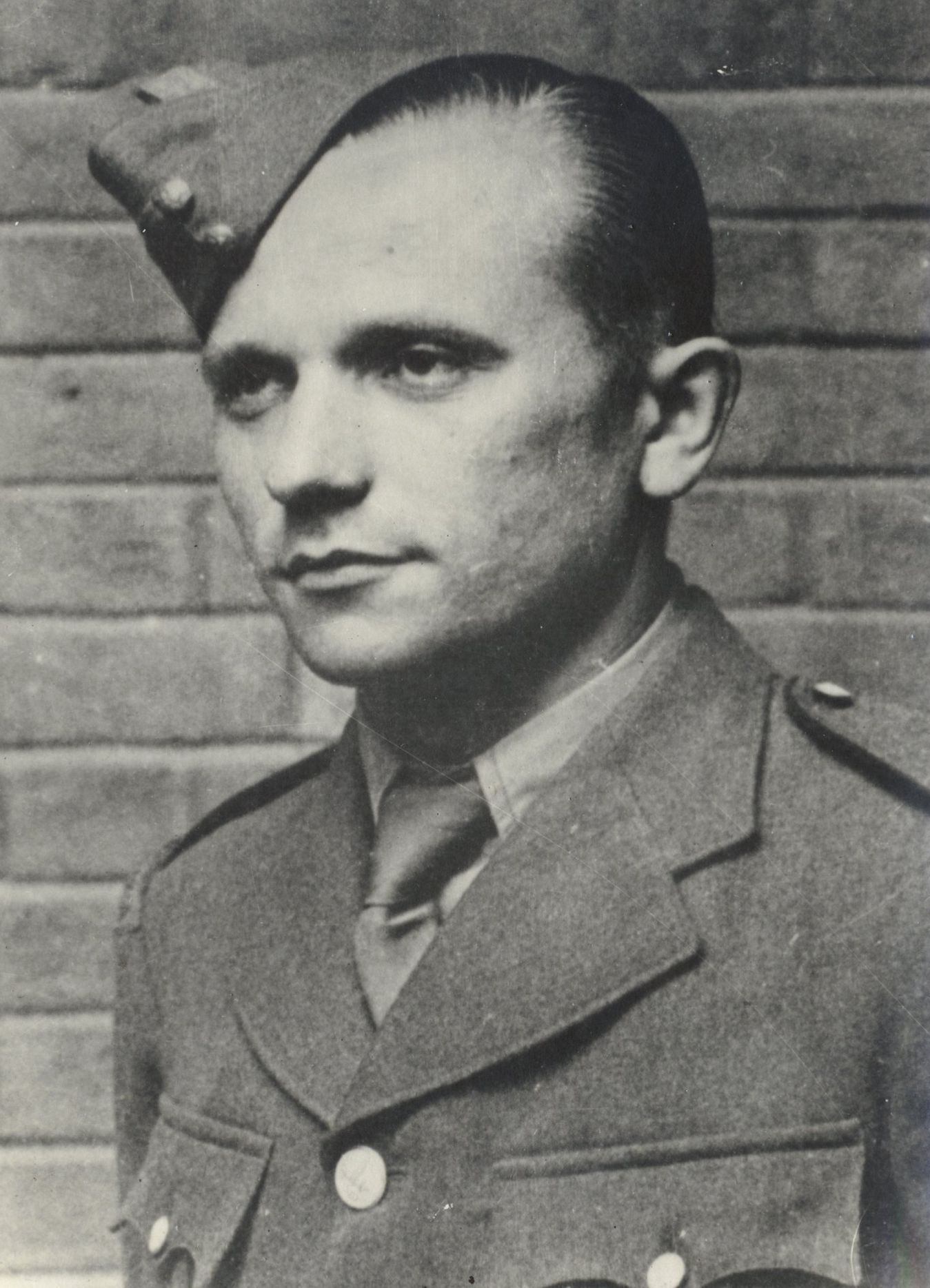
Jozef Gabčík
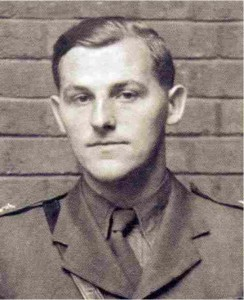
Adolf Opálka
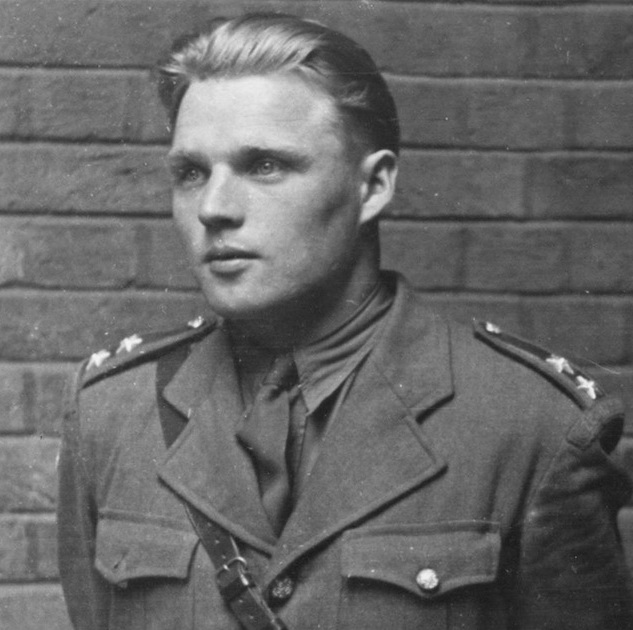
Josef Valčík
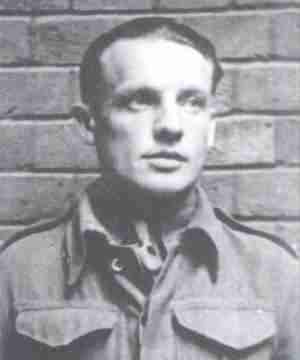
Karel Čurda

Již 18. dubna hlásila vysílačka Libuše Londýnu, že akce bude připravena od 20. dubna. Letadla měl k Plzni bezpečně navést radiomaják, při příletu měla shodit osvětlovací rakety a zápalné bomby, aby se mezi požáry ztratily orientační ohně. Parašutisté také upozornili na falešný model továrny několik kilometrů západně od továrny s tím, že zjistí možnosti jeho zapálení. Radiomajákem byl pozemní transpondér Eureka/Beacon, který odpovídal na signál vyslaný z transceiveru Rebecca umístěném na letadle. Na území protektorátu jej dostal výsadek Out Distance, aby jej předal domácímu odboji pro zajištění přesné navigace dalších výsadků. Když však parašutisté chtěli vyzvednout radiomaják z úkrytu na dopadové ploše u Ořechova, nenašli jej. Při důkladném pátrání po parašutistech této skupiny byl totiž transpondér Eureka nalezen a dostal se do rukou gestapa.
Pro ztrátu radiomajáku se akce o několik dní zdržela, 23. dubna oznámila parašutisté Londýnu návrat k původnímu plánu se zapálením dvojice ohňů. V pátek 24. dubna zkoumali Kubiš, Gabčík, Opálka a další terén, společnost jim dělala plzeňská prodavačka Marie Žilanová. Vytipovaná byla stodola 200 metrů severně od Goldscheiderovy továrny (v některých zdrojích je tato stodola uvedena jako stoh), která se nacházela jižně od Škodovky, a druhá stodola na severovýchodním okraji Starých Skvrňan v ulici Nade Mží č 7. severně od závodu. Pro spolehlivé zapálení stodol opatřil Václav Král parašutistům benzín. Jozef Gabčík byl den před akcí z Plzně odvolán, aby případnými ztrátami na životech parašutistů nebyl ohrožen hlavní cíl výsadku, útok na Heydricha.
Dne 25. dubna byl v německém vysílání BBC předána informace o dokončení příprav na britské straně a to odvysíláním Slovanského tance č. 8 Antonína Dvořáka. Později byla v českém vysílání odvysílána věta „Buďte připraveni, den odplaty přijde,“ která znamenala odstartování bombardérů.
V noci akce připravili Valčík a Kubiš s Marií Žilanovou, Věrou Kučerovou a dvěma neznámými mladíky zapálení stodoly. Kubiš po připravení poslal všechny pryč, aby mohl s Valčíkem zapálit oheň pomocí časované svíčky v okamžiku, kdy uslyší motory letadel. Adolf Opálka a Karel Čurda následně zapálili stodolu v ulici Nade Mží. Střed spojnice obou ohňů měl být cílem pro shození pum. Valčík s Kubišem se po zapálení stáhli do úkrytu u rodiny Králových, stejně tak se stáhli do bezpečí Opálka a Čurda.

## Letecký útok

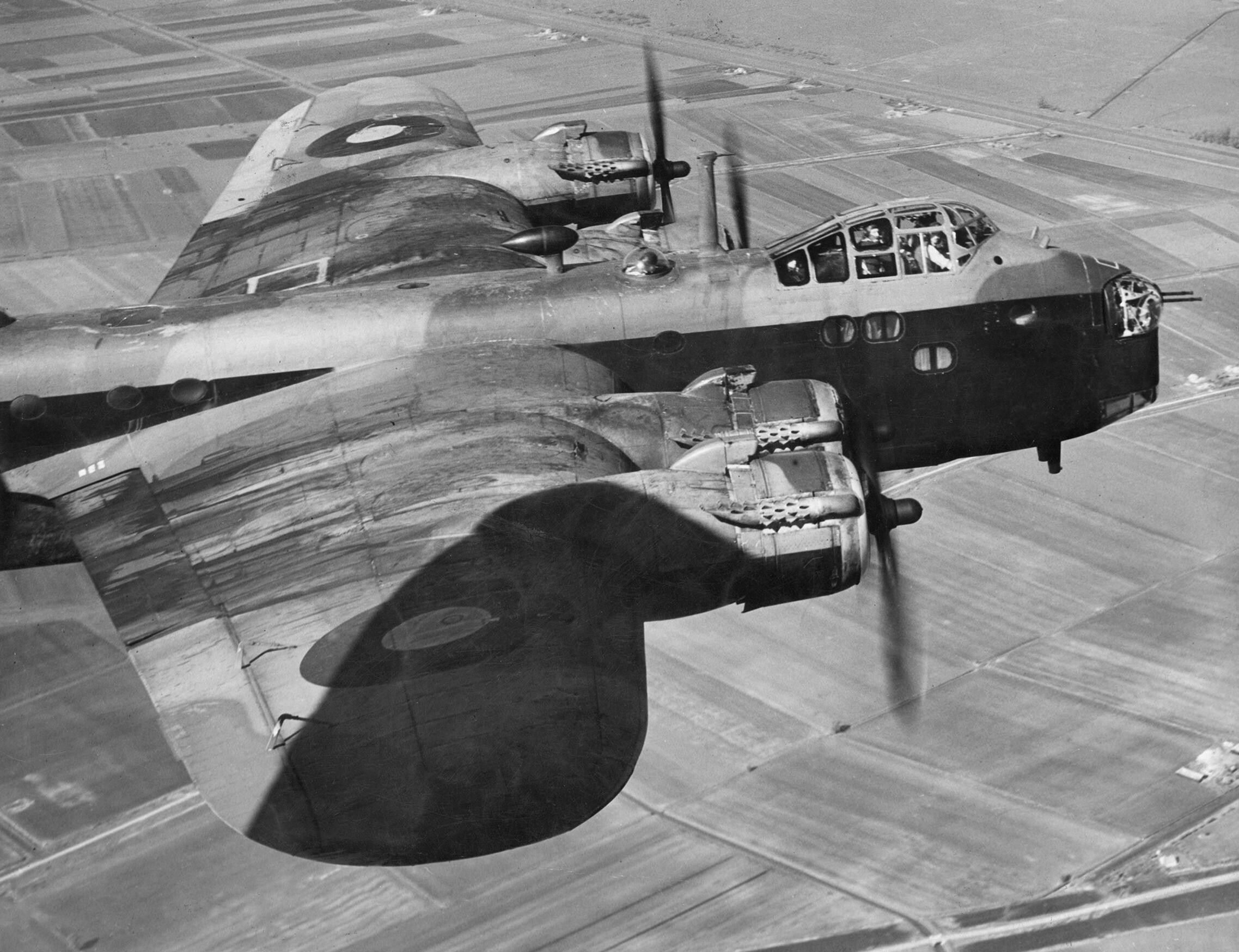
Short Stirling 1651. přeškolovací jednotky těžkých letounů

K bombardování na území Německa odstartovalo v noci 25. dubna z Británie 128 letounů. Hlavním cílem bombardérů byly haly v areálu leteckého výrobce Heinkel v Rostocku. Z formace 218. peruti 3. skupiny RAF zamířilo k Plzni 6 čtyřmotorových bombardérů Short S-29 Stirling Mk. I. Již 26. dubna několik minut po půlnoci sestřelil německý noční stíhač, letecké eso Ofw. Karl Haisch, letadlo s registrací W7506. Bombardér dopadl u Hügelsheimu, 10 km severozápadně od Baden-Badenu, z osmičlenné posádky nikdo nepřežil. Do oblasti Plzně se dostalo jen pět bombardérů.
V 0.18 bylo plzeňské poplachové ústředně předáno první varování před blížícími se cizími letouny, na základě čehož vydala zrušení úlev v zatemnění. V 0.45 bylo vzdušné nebezpečí vyhodnoceno jako Luftgefahr 30 (L-30) a v 0.59 jako Luftgefahr 20 (L-20). Ihned potom byla o této skutečnosti informována policie, pohotovost, záchranná stanice 4 a ostatní složky obrany. V 1.14 byl sirénami vyhlášen letecký poplach „A“. Letouny se dostaly nad Plzeň v 1.30, nad městem byla v té době těžká oblačnost zhruba ve 300 metrech. V 1.32 zahlédli pověření pozorovatelé oheň v oblasti Skvrňan a zároveň byl slyšet hluk letadel ze směru od Bolevce. Od 1.45 reagovala na bombardéry vzdušná obrana města, tedy flaky v oblasti mezi Doudlevci a věznicí Bory. V této době bylo z Doubravky nahlášeno, že se nad Ústředním hřbitovem ze směru Bory vracela zpět jedna skupina letadel. O dvě minuty později byl spatřen neznámý počet letounů přilétající ze směru od Plas, načež reagoval flak na Kukačce střelbou. Protiletecká obrana střílela z děl neodjištěnými granáty, které létaly po okolí Plzně.
V 1.52 se spojenecké letouny objevily na Plzní znovu a pozorovatel z Lochotína oznámil, že zahlédl bílou raketu nad letištěm. Také pozorovatel na Doubravce v této době zaznamenal hluk motorů. Ve 2.00 hlásil pozorovatel Fiala přelet žluté osvětlovací rakety přes pozorovatelnu stojící na Slovanech směrem na Bory, která znamenala ohrožení škodovácké dílny v Doudlevcích. O pár minut později bylo ze směru od Božkova slyšet tři po sobě jdoucí exploze, které podle jiného sledování způsobily výbuchy svržených tříštivých bomb ze spojeneckého bombardéru. Ve stejnou chvíli bylo spatřeno nepřátelské letadlo přilétající velmi nízko navzdory tomu, že světlomety v tuto dobu ještě nebyly aktivní. Lze předpokládat, že světelná raketa byla svržena právě tímto bombardérem. Okolo druhé hlásil Fiala také kulometnou palbu nad Světovarem. Pozorovatel Skuhravý současně ohlásil ještě aktivitu světlometů nad Škodovými závody, světelné kužely křižovaly oblohu. Až kolem 2.10 jeden světlomet osvítil na obloze nad nádražím (nebo nemocnicí) spojenecký bombardér letící ze západu na východ, což umožňovalo pokusy o jeho sestřelení. Ve 2.14 byla na policejní stanici ohlášena havárie letadla, které se mělo zřítit ve směru ústředního městského hřbitova na okraji Plzně. Krátce poté bylo pozorováno svržení další bomby v oblasti Božkova, která pravděpodobně spadla do lesa, a přibližně ve 02.30 byl ve směru Lochotína zaznamenáván hluk motorů a zároveň byly postupně povolávány hasičské posily na postižená území. Ve 3.20 sirény oznámily konec spojeneckého náletu.
Z bombardérů byly během útoku vystřeleny osvětlovací rakety, letouny přes silnou protiletadlovou střelbu několikrát proletěly nad městem, ale ač letci věděli o cíli, ohně pro nízké mraky spatřili jen z jediného letadla a jen dva letouny přeletěly továrnu. Vlastislav Janík uvádí, že bomby shodilo pouze jediné letadlo, konkrétně 2700 kg tříštivých a zápalných pum. Londýn ve svém telegramu den po útoku uvedl, že ostatní letadla bombardovala naslepo. Podle historika Jaroslava Čvančary shodili bomby ve vzdálenosti šesti kilometrů před cílem.

## Následky a škody náletu
Žádná z pum nezasáhla výrobní provozy Škodovky a ani seřaďovací nádraží. Ve 3.07 zjistila motorizovaná hlídka vedená npor. Kisvetrem, která měla ohledat místa dopadu trhavých bomb, že v Božkově explodovalo celkem šest trhavých bomb u továrny firmy Rudolf mezi pomocným seřaďovacím nádražím a řekou Úslavou. Během vzdušného útoku nebyl nikdo zabit ani zraněn, jelikož bomby dopadly výhradně na zemědělskou půdu rolníka Šlajse a blízkosti kolejí vedoucích do továrny Rudolf, tedy mimo obydlené oblasti. Výbuchy poškodily v Božkově celkem 26 domů, jeden dům na Letné, jeden dům na Doubravce a jeden dům v Doudlevcích. J. Čvančara uvedl též zničení zahradnických skleníků na Lochotíně a zásah jedné baterie děl poblíž řeky Mže. V průběhu noci byl také vysvětlen údajný pád vojenského letounu na okraji Plzně, což se však ukázala jako mylná informace, jelikož na místě domnělého dopadu letadla mezi Letkovem a Starým Plzencem byl nalezen pouze osvětlovací balon.
Řada granátů vystřelených protileteckou obranou Plzně dopadlo v Nezvěsticích na jižním Plzeňsku. Poblíž obecního úřadu dopadla střela do zahrady Eduarda Soukupa a při výbuchu vytvořila kráter, podobná situace byla v dalších zahradách. Týž den přijeli nevybuchlé granáty sesbírat a odvézt němečtí vojáci.
Zásah proti požáru založenému Valčíkem a Kubišem byl zahájen v 0.55, kdy byl tažen požární automat Soustružnickou ulicí na Karlově, hasičská pohotovost se stříkačkou Flander vedená cvičitelem Knížetem vyrazila z 5. brány a k požáru přijel oddíl městské požární policie. Oheň se podařilo lokalizovat a nerozšířil se na obytné budovy, přesto shořela do základů stodola se slámou, senem, obilím a dále dvojice kůlen, v nichž bylo složeno nářadí, uhlí a dřevo. Požár způsobený Čurdou a Opálkou byl zpozorován nedlouho před druhou hodinou a hasiči se k němu dostavili za dvě minuty od nahlášení. Přes zásah byla stodola se 17 tunami slámy a zaparkovanou mlátičkou silně poškozena. Škody způsobené požáry majitelům stodol byly největší za celou noc.
Nezdar celé operace parašutisty značně zklamal. Rozčarovaní byli i dělníci Škodovky, neboť neúspěch náletu zmařil i jejich sabotérský pokus.

## Dohra
Britské letectvo zopakovalo bombardování na začátku května, již bez pozemní podpory, ale nálet byl stejně neúspěšný.
Po zradě Karla Čurdy byla většina plzeňských pomocníků parašutistů během heydrichiády dopadena gestapem, krutě vyslýchána, odsouzena k trestu smrti a nakonec 24. října 1942 popravena v koncentračním táboře Mauthausen. Jejich činy připomínají pamětní desky na jejich domech.